# Lyon
 For alternative betydninger, se Lyon County. (Se også artikler, som begynder med Lyon County)
Lyon er en by i det sydøstlige Frankrig 470 km syd for Paris og 320 km nord for Marseille. Byen gennemløbes af Rhône-floden og er den tredjestørste by i Frankrig med 515.695 indbyggere (2016). Dens indbyggere kaldes lyonnais.

## Etymologi
Der er flere teorier om navnets oprindelse. En udbredt teori er, at Lyon, hvis gamle navn var Lugdun, er opkaldt efter den keltiske gud Lug. Dunum betyder borg eller befæstning. Oprindeligt har der tilsyneladende været indskudt et u, så at det sammensat blev til Lugudunum. Romerne kastede u'et væk og så blev det til Lugdunum på latin. En anden teori går på, at Lug betyder ravn, og at byen er opkaldt efter denne fugl.

## Geografi
Byen ligger ved sammenløbet af floderne Saône og Rhône, og den er hovedby for regionen Auvergne-Rhône-Alpes og departementet Rhône.

### Klima
| Vejr for Lyon                                      | Vejr for Lyon | Vejr for Lyon | Vejr for Lyon | Vejr for Lyon | Vejr for Lyon | Vejr for Lyon | Vejr for Lyon | Vejr for Lyon | Vejr for Lyon | Vejr for Lyon | Vejr for Lyon | Vejr for Lyon | Vejr for Lyon |
|                                                    | Jan           | Feb           | Mar           | Apr           | Maj           | Jun           | Jul           | Aug           | Sep           | Okt           | Nov           | Dec           | År            |
| -------------------------------------------------- | ------------- | ------------- | ------------- | ------------- | ------------- | ------------- | ------------- | ------------- | ------------- | ------------- | ------------- | ------------- | ------------- |
| Gennemsnitlig maks °C                              | 6             | 8             | 12            | 15            | 19            | 23            | 27            | 26            | 22            | 17            | 10            | 6             | 16            |
| Gennemsnitlig °C                                   | 3             | 5             | 7             | 10            | 14            | 18            | 21            | 20            | 17            | 13            | 7             | 3             | 12            |
| Gennemsnitlig min °C                               | 0             | 1             | 3             | 6             | 9             | 13            | 15            | 14            | 12            | 8             | 3             | 0             | 7             |
| Gennemsnitlig nedbør mm                            | 54            | 55            | 63            | 68            | 86            | 77            | 61            | 77            | 75            | 80            | 71            | 59            | 826           |
| Kilde: http://www.meteomedia.com/statistics/c02924 |               |               |               |               |               |               |               |               |               |               |               |               |               |

| Jan | Feb | Mar | Apr | Maj | Jun | Jul | Aug | Sep | Okt | Nov | Dec | Total |
| --- | --- | --- | --- | --- | --- | --- | --- | --- | --- | --- | --- | ----- |
| 63  | 90  | 148 | 184 | 216 | 251 | 293 | 259 | 208 | 134 | 75  | 55  | 1.976 |

| By                   | Solskinstimer · (t/år) | Regn · (mm/år) | Sne · (d/år) | Torden · (d/år) | Tåge · (d/år) |
| -------------------- | ---------------------- | -------------- | ------------ | --------------- | ------------- |
| Nationale gennemsnit | 1.973                  | 770            | 14           | 22              | 40            |
| Lyon                 | 1.975                  | 825            | 20           | 32              | 39            |
| Paris                | 1.630                  | 642            | 15           | 19              | 13            |
| Nice                 | 2.668                  | 767            | 1            | 31              | 1             |
| Strasbourg           | 1.633                  | 610            | 30           | 29              | 65            |
| Brest                | 1.492                  | 1.109          | 9            | 11              | 74            |

## Historie
Den blev grundlagt af gallerne som en tilflugtsborg (det galliske navn, lugdunum, betyder "Lugs borg"), men kort efter Julius Cæsars erobring af Gallien blev der grundlagt en romersk by på stedet. Beliggenheden var fordelagtig ved en korsvej på handelsruterne til og fra Bretagne, Aquitanien, Italien og Provence.
Da burgunderne havde lidt nederlag til hunnerne i slaget ved Worms i 437 (se Nibelungerne), søgte de tilflugt ved Lyon. De gjorde byen til hovedstad i 461, men området mistede snart selvstændigheden og blev en del af Frankerriget. Efter Karl den Stores død blev riget delt, og sønnen Lothar fik den midterste del med Lyon. Dette område blev senere til hertugdømmet Burgund, der havde sin storhedstid i højmiddelalderen. Efter 100-års krigen mellem Frankrig og England kom Lyon under den franske konges herredømme og har siden været udpræget fransk.

## Distrikter
- 1. Arrondisement:
- 2. Arrondisement: Lyons kulturelle centrum
- 3. Arrondisement: Lyons forretningsdistrikt
- 4. Arrondisement: (Croix-Rousse) Det gamle silkevæver distrikt ligger på toppen af en af Lyons to store bakker med udsigt til de franske alper
- 5. Arrondisement: (Vieux Lyon) Lyons gamle bydel og Lyons anden store bakke hvorpå Lyons vartegn Bassillique de Fourvière er opført
- 6. Arrondisement:
- 7. Arrondisement:
- 8. Arrondisement:
- 9. Arrondisement:

## Økonomi
Lyon har altid været et vigtigt handelscentrum, idet den ligger i krydsfeltet mellem Pariserbassinet i nord og Middelhavet i syd, Centralmassivet i vest og Schweiz og Italien i øst. Selv i dag er byen en betydelig messeby.

### Bilindustri
Siden 1901 har den store lastbilproducent Berliet holdt til i Lyon. Og selv om virksomheden siden 1975 er ejet af Renault, holder den stadig til i byen.

### Kemisk industri
Den kemiske industri kom til Lyon i 1820, da der blev oprettet flere grovkemiske industrier, der producerede svovlsyre og gødning, senere kom de kemiske industrier med relation til tekstilindustrien. Senere kom andre grene til. Den store kemiproducent Rhône-Poulenc har en 25 ha stor farmaceutisk fabrik i Lyonforstaden Saint-Fons.

### Silkeproduktion
Siden det 16. århundrede har Lyon været centrum for den europæiske silkeproduktion. I begyndelsen importeredes råsilke fra Asien. Senere gik les Lyonnais over til selv at holde silkeorme på morbærtræer i Rhônedalen og i Provence. I det 19. århundrede nedlagdes en stor del af silkeindustrien på grund af konkurrence fra først bomuld og hør og siden fra kunststoffer som rayon. i Lyon omlagde man også produktionen til de nye stoffer, og der er i dag stadig en stor tekstilindustri i byen.

### Vinproduktion
To af Frankrigs bedst kendte vinregioner, Beaujolais og Côtes du Rhône, ligger tæt ved byen.

### Teknopoler
I forbindelse med Frankrigs ønske om at forny den industrielle sektor og forbedre dens konkurrenceevne, blev der i 1970'erne oprettet teknopoler flere steder i landet. Deriblandt
- La Doua domaine scientifique i forstaden Villeurbanne[4]
- Lyonbiopole, der beskæftiger sig med medicin og anden behandlig af sygdomme i mennesker og dyr[5]
- Axelera, der bl.a. beskæftiger sig med energi og transport[6]

## Kultur
- Kunstmuseet i Lyon (Musée des beaux-arts de Lyon)

### Sport

#### Fodbold
Fodboldklubben Olympique Lyonnais ligger i Lyon. Klubben har vundet det franske mesterskab 7 gange.

## Uddannelse
- E-Artsup
- École centrale de Lyon
- École pour l'informatique et les nouvelles technologies
- École pour l'informatique et les techniques avancées
- EMLYON Business School
- ESME Sudria
- Institut polytechnique des sciences avancées
- Institut Sup'Biotech de Paris
- Web@cademie